# Mnet Asian Music Awards
Mnet Asian Music Awards (prescurtat ca MAMA ) este o mare ceremonie de premiere a muzicii din Coreea de Sud prezentată anual de compania de divertisment CJ E&M. Majoritatea premiilor sunt acordate artiștilor K-pop, deși unele premii sunt acordate altor artiști asiatici. Ceremonia de premiere a avut loc pentru prima dată la Seul în 1999 și a fost difuzată pe Mnet. MAMA a avut loc în afara Coreei de Sud între 2010 și 2017, iar acum se desfășoară la nivel internațional.  

## Istorie

### Ceremonie
Evenimentul a fost lansat în 1999 ca o ceremonie de premiere videoclip muzical, modelată după MTV Video Music Awards, numit Mnet Music Video Festival.  Până la mijlocul anilor 2000, ceremonia de premiere a atras un anumit interes internațional datorită răspândirii lui Hallyu și s-a difuzat în China și Japonia în 2008. 
În 2009, evenimentul a fost redenumit Mnet Asian Music Awards (MAMA) pentru a reflecta expansiunea sa în afara Coreei de Sud.  În 2010, MAMA a avut loc la Macao, marcând prima dată când a avut loc în afara Coreei de Sud. În anul următor, în 2011, MAMA a avut loc la Singapore, iar apoi a avut loc în Hong Kong din 2012 până în 2017.  În 2017, ceremonia de premiere a fost extinsă la patru nopți, iar anumite părți ale evenimentului au avut loc în Vietnam și Japonia, pe lângă Hong Kong. În 2018, MAMA a avut trei părți și a avut loc în trei țări; Coreea de Sud a găzduit MAMA pentru prima dată în nouă ani, împreună cu Japonia și Hong Kong. 

### Numele evenimentului
- Mnet Video Music Awards (1999) [3]
- Mnet Music Video Festival (2000-2003) [6]
- Mnet KM Music Video Festival (2004-2005) [7]
- Mnet KM Music Festival (2006-2008) [8]
- Mnet Asian Music Awards (2009 - prezent) [5]

## Categorii de premii

### Marele Premiu
Cele patru mari premii (cunoscute sub numele de daesang) 
- Artist al anului
- Albumul Anului
- Cântecul anului
- Icoana mondială a anului

### Premii competitive
Dacă nu se menționează altfel, fiecare categorie de premii a fost introdusă în 1999. 
- Cel mai bun artist masculin
- Cea mai bună artist feminin
- Cel mai bun grup masculin (din 2000, a fost cunoscut ca cel mai bun grup în 1999)
- Cel mai bun grup feminin (din 2000)
- Cel mai bun artist nou
- Cea mai bună perfomanță de dans
- Cea mai bună performanță a trupei
- Cea mai bună performanță rap
- Cea mai bună performanță vocală (din 2010)
- Cea mai bună unitate (din 2018)